# Rudolf Schoofs
Rudolf Schoofs (* 3. Januar 1932 in Goch am Niederrhein; † 28. Juli 2009 in Stuttgart) war ein deutscher Maler, Zeichner, Grafiker und Hochschullehrer. Er zählt zu den namhaften deutschen Künstlern der Nachkriegszeit.
Sein Schaffen ist der Abstrakten Kunst zugehörig. Das gestisch betonte Frühwerk entsprang der informellen Kunstströmung der Nachkriegszeit, mit den Jahren fand Schoofs aber zu einer selbstständigen Bildsprache. Thematisch befasste sich Schoofs durchgehend mit den Themen Landschaft und Figur im Raum.

## Leben
Schoofs studierte von 1952 bis 1954 bei Georg Muche in Krefeld und wurde hernach sein Assistent. Ab 1958 hatte er einen Lehrauftrag an der staatlichen Werkkunstschule Kassel, 1961 wechselte er an die Werkkunstschule Wuppertal. 1975 wurde er als Professor an die Staatliche Akademie der Bildenden Künste nach Karlsruhe und im Jahr darauf auf Vorschlag des damaligen Rektors Wolfgang Kermer an die Staatliche Akademie der Bildenden Künste Stuttgart auf einen Lehrstuhl für Freie Grafik (Nachfolge Gunter Böhmer) berufen. 1961 erhielt er ein Stipendium des Kulturkreises der deutschen Wirtschaft im BDI. 1969 erhielt er den von-der-Heydt-Preis der Stadt Wuppertal und den Preis für kritische Grafik in Hannover. 1977 nahm Schoofs an der documenta 6 in Kassel teil, 1981 an der Biennale São Paulo. 1997 wurde er emeritiert. Er lebte und arbeitete zuletzt in Stuttgart, wo er im Alter von 77 Jahren nach langer Krankheit starb. Sein Werk wurde auf über 40 Einzelausstellungen und zahlreichen Gruppenausstellungen gezeigt und prägte vor allem auch die Wuppertaler Kunstszene.
Rudolf Schoofs war Mitglied im Deutschen Künstlerbund. Zwischen 1963 und 1996 nahm er an insgesamt 13 großen DKB-Jahresausstellungen teil.

## Auszeichnungen
- 1969: Eduard-von-der-Heydt-Preis der Stadt Wuppertal
- 1969: Grafikpreis für die Gravure Nr. 53 auf der VII. Mostra Internazionale di Bianco e Nero in Lugano
- 1970: Preis für kritische Grafik (Zille-Preis) in Hannover
- 1974: Grafikpreis der World Print Competition des College of Arts and Crafts in Zusammenarbeit mit dem San Francisco Museum of Art
- 1991: Ferdinand-Langenberg-Kulturpreis der Stadt Goch

## Zitate
- „Wenn man eine künstlerische Form so entwickelt hat, dass sie nicht mehr verrückbar oder ergänzbar ist, dann hat sie ihre künstlerische Qualität erreicht.“[6]
- „Meine Arbeiten unterliegen stetigem Wandel auf Erweiterung und Neuentdeckung.“[6]